# Sing Like Me
«Sing Like Me» — сингл американского музыканта Криса Брауна. Он был выпущен в качестве рекламного сингла 24 ноября 2009 года в Соединенных Штатах. «Sing Like Me» получил смешанные отзывы критиков, и наметили в течение двух недель на США Hot R & B / хип-хоп песни в 2010 году, достигнув номер восемьдесят четыре.